# Daniele Mondello
Daniele Mondello (Messina, 23 dicembre 1974) è un disc jockey italiano, esponente del genere hardstyle.

## Biografia
È uno dei principali DJ a livello nazionale ed è uno dei pionieri del genere Hardstyle.
Nel 1990 vince il campionato nazionale al Cocoricò di Riccione Stagione Estiva, mentre tre anni dopo arriva finalista al World Mixing Championship Technics DMC al Ministry of Sound a Londra gareggiando con 4 vinili e 2 mixer.
Nel 1994/95 arriva quarto alla world-DMC championship all'Hippodrome a Londra con 6 vinili e 3 mixer; successivamente, arriva primo all'Italian Technics DMC Mixing Championship alla discoteca U.B. di Milano con 6 vinili e 3 mixer.
Nel 2003 suona al Qlimax (NL), il maggiore evento mondiale annuale di musica Hardstyle. Dalla metà alla fine del primo decennio duemila ha prodotto in collaborazione con Gigi D'Agostino diversi brani, contribuendo all'evoluzione del neo-genere Lento Violento, creato dallo stesso D'Agostino. I suoni usati da Daniele, unitamente all'energia derivante dalla struttura dei brani, sono direttamente discendenti dal filone Hardstyle e hanno ottenuto un ottimo riscontro, creando uno standard sonoro nel genere. Ha mixato la compilation Italian Hardstyle volumi 1,2 e 3.

## Vita privata
Ha sposato nel 2003 la DJ torinese Viviana Parisi, in arte Express Viviana, da cui ha avuto il figlio Gioele. Nell'agosto 2020 moglie e figlio vengono trovati morti.

## Produzioni
- Apocalypse (12") - Activa Records (2002)
- Iceberg EP (12") - Activa Records (2002)
- Kamikaze (12") - Explosive Records (Italy) (2002)
- Stop & Go (12") - Activa Records (2002)
- 30th August (12") - Activa Records (2003)
- Kamikaze (12") - Activa Records (2003)
- Kamikaze 2003 (12") - Italian Hardstyle (2003)
- Thunderbolt (12") - Activa Records (2003)
- Blackout (12") - Activa Records (2004)
- Demolition (12") - Zoom Records (3) (2004)
- Hardstyle Hell / Scratch Express (12") - Xque Records, Bit Music (Spain) (2004)
- One Way (12") - Italian Masters Of Hardstyle (2004)
- Techno Mafia (12") - Zoom Records (3) (2004)
- Big Wave (12") - Italian Masters Of Hardstyle (2005)
- Come On Boy (12") - Zoom Records (3) (2005)
- Commander (12") - Stik Records (2005)
- Infinity (12") - Italian Masters Of Hardstyle (2005)
- Yokohama (12") - Zoom Records (3) (2005)
- Hardstyle Killer / One More Time (12") - Sigma Records (2007)
- Impact (12", S/Sided) - Italian Masters Of Hardstyle (2007)
- Somebody Scream (12", Whi) - Sys-X Records (2007)
- The Show Must Go On (12")
- You Will Die Remixer: Daniele Mondello & Express Viviana- Label: Bionic Digital 2010
- World Tour Theme (In2ition (UK) remix): Daniele Mondello & Express Viviana- Label: Kiddfectious Recordings 2010
- U Dumb Drunken Bitch - Daniele Mondello & Express Viviana Remix- Label: Detonation Recordings 2010
- Outdoor - Original Mix- Daniele Mondello & Express Viviana - Label: Future Sound Corporation
- The Boss - Original Mix - Daniele Mondello & Express Viviana - Label: Future Sound Corporation
- Game - Original Mix - Daniele Mondello & Express Viviana - Label: Qwick
- Sex - Original Mix- Daniele Mondello & Express Viviana - Label: Future Sound Corporation
- Turntable - Original Mix- Daniele Mondello & Express Viviana - Label: Future Sound Corporation
- Amsterdam - Original Mix- Daniele Mondello & Express Viviana - Label: Future Sound Corporation
- Play That Shit - Daniele Mondello, Express Viviana Remix-Future Sound Corporation
- Remember - Daniele Mondello & Express Viviana remix- ETX Records
- Game - Original Mix-Daniele Mondello, Express Viviana -Future Sound Corporation
- Ultimo respiro - Daniele Mondello & Express Viviana Remix-Future Sound Corporation
- Do Not Follow the Leaders - Daniele Mondello & Express Viviana Remix- Future Sound Corporation
- Tzunami- Express Viviana Remix- Sector Beatz